# Кастельбьянко
Кастельбьянко (итал. Castelbianco) — коммуна в Италии, располагается в регионе Лигурия, в провинции Савона.
Население составляет 314 человек (2008 г.), плотность населения составляет 21 чел./км². Занимает площадь 15 км². Почтовый индекс — 17030. Телефонный код — 0182.
В коммуне 15 августа особо празднуется Успение Пресвятой Богородицы.

## Демография
Динамика населения:

## Администрация коммуны
- Официальный сайт: